# Kazimierz (powiat pabianicki)

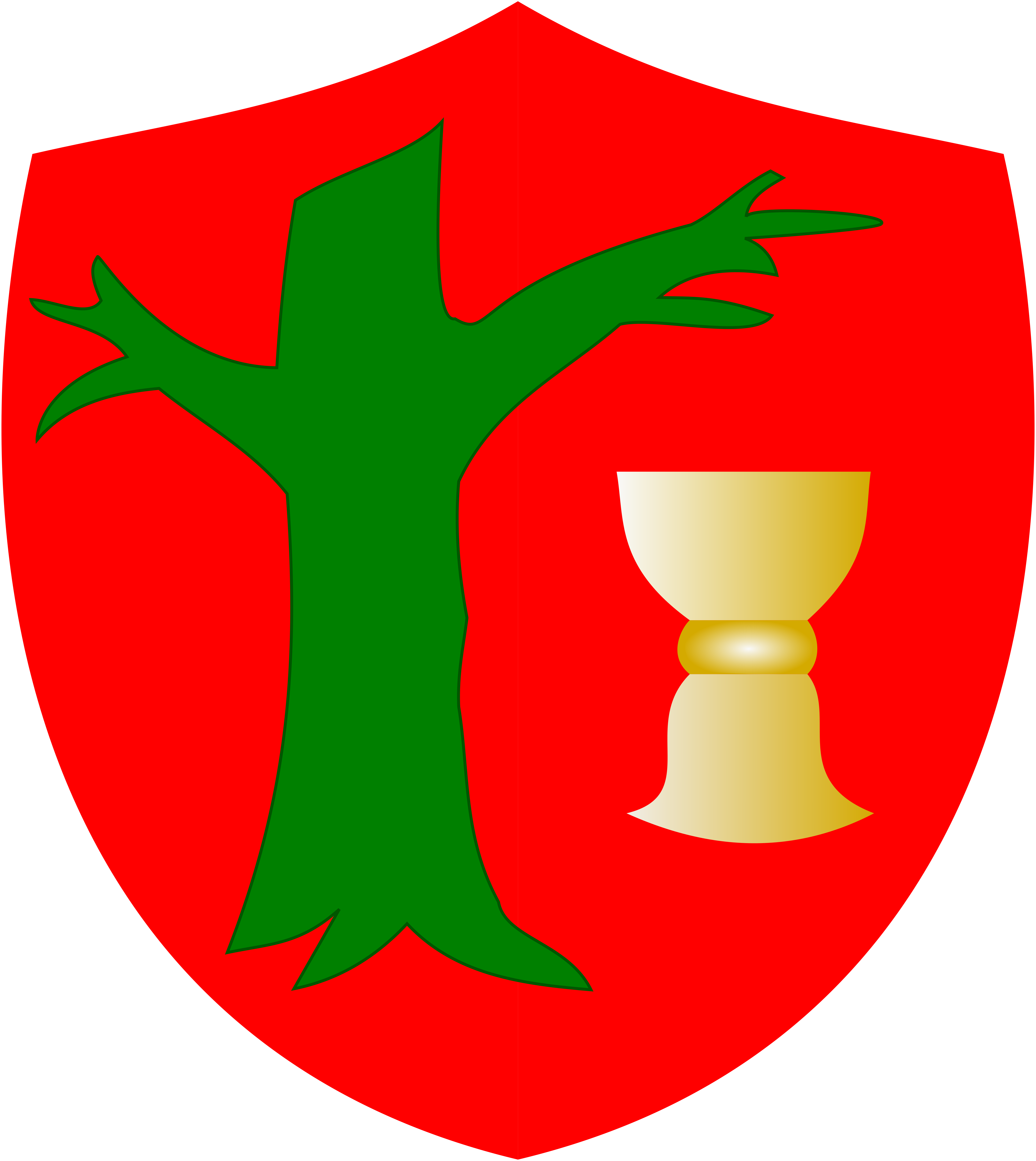
Historyczny herb Kazimierza

Kazimierz – wieś w Polsce położona w województwie łódzkim, w powiecie pabianickim, w gminie Lutomiersk. Dawniej miasto; uzyskał lokację miejską w 1288 roku, zdegradowany w 1870 roku. W drugiej połowie XVI wieku jako prywatne miasto duchowne położone było w powiecie łęczyckim województwa łęczyckiego. Do 1953 roku miejscowość była siedzibą gminy Babice, a w latach 1953–1954 gminy Kazimierz. 
W latach 1954–1972 wieś należała i była siedzibą władz gromady Kazimierz. W latach 1975–1998 miejscowość administracyjnie należała do województwa sieradzkiego.
Miejscowość położona jest na Wysoczyźnie Łaskiej.

## Historia

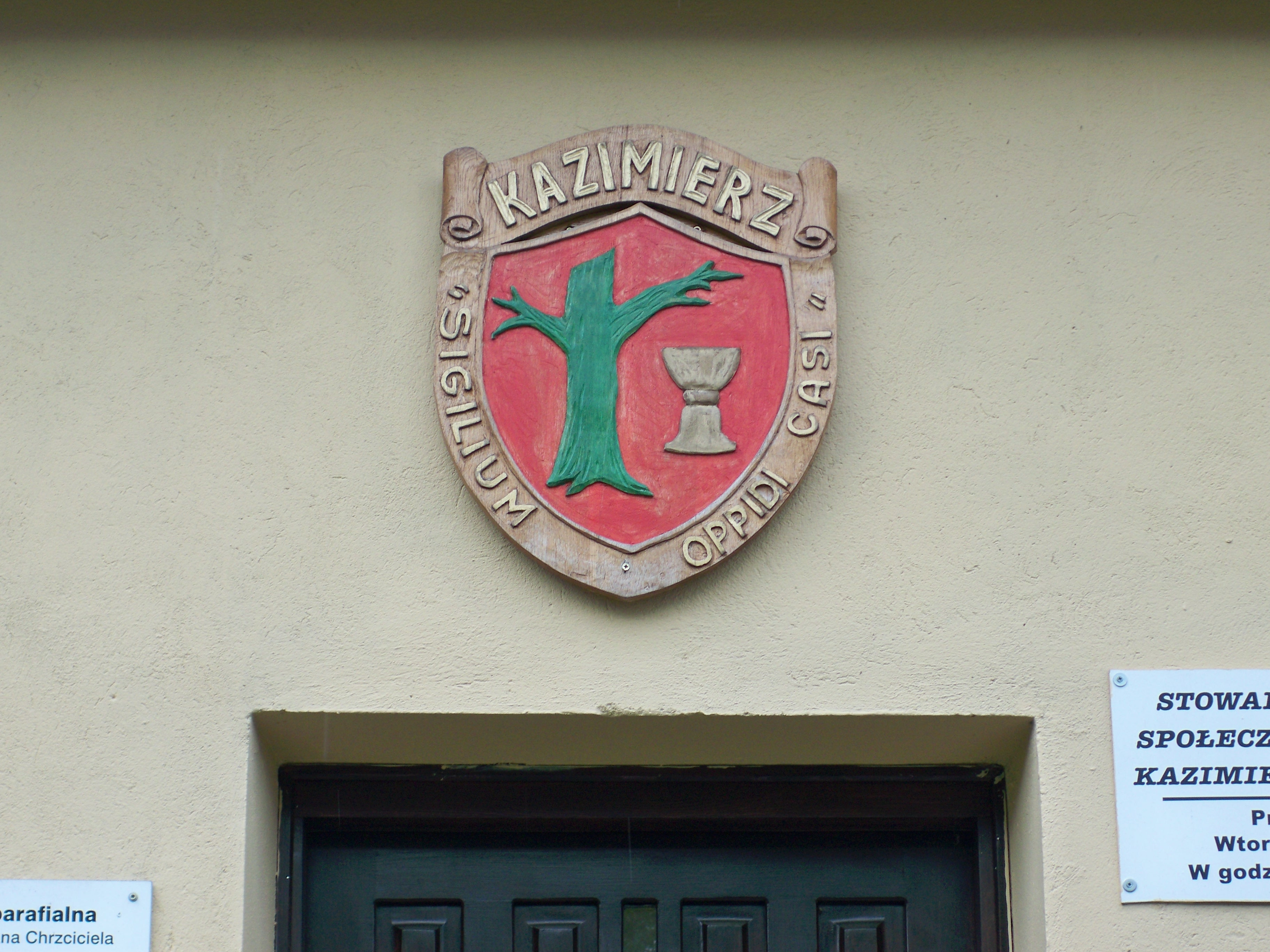
Dawny herb Kazimierza

Pierwsza wzmianka o Kazimierzu pochodzi z 1261 r. i dotyczy odbytego tu 6 lutego zjazdu dzielnicowych książąt: kujawskiego i łęczyckiego – Kazimierza I, jego syna Siemomysła i licznych dostojników. Kazimierz otrzymał prawa miejskie przed 1288 r., bowiem zachował się dokument z tego roku, w którym książę Władysław Łokietek 28 maja dokonuje zamiany Kazimierza na rzecz cystersów w Wąchocku. Miasteczko nie osiągnęło większego znaczenia pomimo położenia na trakcie handlowym z Torunia do Krakowa i istnienia tu komory celnej, a także nadaniu mu rangi grodu kasztelańskiego, którą to funkcję w 1438 r. przeniesiono do Inowłódz. W 1432 r. cystersi dokonali zamiany Kazimierza na rzecz kanoników regularnych w Trzemeszno.
Od połowy XVIII wieku następuje upadek Kazimierza, do czego walnie przyczyniło się dobre prosperowanie pobliskiego Lutomierska, a także liczne epidemie, zniszczenia wojenne i pożary. Brak perspektyw rozwojowych spowodował odebranie Kazimierzowi praw miejskich w 1870 r. Układ przestrzenny Kazimierza zachował jednak typowe cechy miejskie: rynek i uliczki wytyczone w okresie lokacji uległy przekształceniu tylko w niewielkim stopniu.
W 1939 r., po przegranej bitwie nad Wartą, 31 Pułk Strzelców Kaniowskich zajął kolejną linię obronną wzdłuż Neru. Poległych żołnierzy polskich pochowano na miejscowym cmentarzu.

## Zabytki
Według rejestru zabytków Narodowego Instytutu Dziedzictwa na listę zabytków wpisany jest obiekt:
- kościół parafialny pw. św. Jana Chrzciciela, początek XX, nr rej.: 383/A z 1.06.1992, neogotycki, zbudowano według projektu Józefa Dziekońskiego w latach 1902–1910. Przeniesiono do niego barokowe wyposażenie dawnego, drewnianego kościoła (1632–1909). Na kościele znajdują się ślady po pociskach artyleryjskich z 1914 r., gdy linia frontu przebiegała wzdłuż Neru.
- zespół 200-letnich stodół, wraz z ostatnim czynnym kieratem w województwie, które położone są w pobliżu rynku głównego[potrzebny przypis]

## Parafia
Rzymskokatolicka Parafia Kazimierz jest największą i najstarszą w gminie Lutomiersk. Parafia posiada swój własny herb, oraz flagę w barwach czerwono-żółto-zielonych.
 przez miejscowość biegnie trasa Łódzkiej magistrali rowerowej (ukł, N-S)